# Molly Brown (Schauspielerin)
Molly Elizabeth Brown (* 1994) alias Molly Brown ist eine
US-amerikanische Schauspielerin. Bekannt wurde sie durch ihre Rollen der jungen Debra Morgan in der
Showtime-Krimiserie Dexter: Original Sin und
als Leslie Ackhurst in der Paramount+ Serie Evil.

## Leben
Molly Elisabeth Brown wurde in Cedar Rapids,
Iowa, geboren und wuchs dort auf. Während der gesamten High School besuchte Brown Stageoor Manor, ein Ausbildungszentrum für darstellende Künste in Loch Sheldrake, Sullivan County, New York und schloss ihren Abschluss an der Theatre Arts der University of Iowa ab.
Brown ist die Enkelin des Iowa-Anwalts Tom Riley aus Cedar Rapids, Iowa. Sie veröffentlichte 2019 über ein Instagram-Post ihr Coming-out.

## Karriere
Brown hatte viele kleinere Fernsehrollen in den Episoden von Law & Order: Special Victims Unit, High Maintenance und The Marvelous Mrs. Maisel. Im Jahr 2020 erhielt Brown eine Rolle in dem Netflix-Mystery-Thriller Lost Girls als Missy. Im Jahr 2021 wurde Brown neben Sigourney Weaver als Emily Good im Comedy-Drama The Good House besetzt. Brown hat wiederkehrende Rollen als Elizabeth Prince in der Showtime-Dramaserie Billions und als Leslie Ackhurst in der Paramount+-Serie Evil. Im Jahr 2024 spielte Brown im Dexter-Prequel Dexter: Original Sin die Rolle einer jungen Debra Morgan.

## Filmografie
- 2012–2013: Drunk on Tuesday (Fernsehserie, 5 Folgen)
- 2016: Conviction (Fernsehserie, 1 Folge)
- 2017: Public Speaking (Kurzfilm)
- 2018: Gone (Fernsehserie, 1 Folge)
- 2018: The Crime Chronicles (Fernsehserie, 1 Folge)
- 2018: High Maintenance (Fernsehserie, 1 Folge)
- 2018: Law & Order: Special Victims Unit (Fernsehserie, 1 Folge)
- 2018: Don't worry, I'm fine (Kurzfilm)
- 2018: No Kissing (Kurzfilm)
- 2018: The Marvelous Mrs. Maisel (Fernsehserie, 1 Folge)
- 2019–2021: Boy Shorts (Fernsehserie, 4 Folgen)
- 2020: Chicago Med (Fernsehserie, 1 Folge)
- 2021: The Good House
- 2021: FBI: International (Fernsehserie, 1 Folge)
- 2021–2022: Billions (Fernsehserie, 2 Folgen)
- 2022: Married to the bag (Kurzfilm)
- 2022: Senior year
- 2023: Last Week Tonight with John Oliver (Fernsehserie, 1 Folge)
- 2022–2024: Evil (Fernsehserie, 7 Folgen)
- 2024: Bloddy axe wound
- 2024–2025: Dexter: Original Sin (Fernsehserie, 10 Folgen)
- 2025: Mooch